# Willy Gilbert
Willy Carl Jens Gilbert (* 10. September 1881 in Küstrin, Deutsches Kaiserreich; † 20. Juni 1956 in Dale) war ein norwegischer Segler.

## Erfolge
Willy Gilbert, Mitglied beim Bergens Seilforening, wurde 1920 in Antwerpen bei den Olympischen Spielen in der 10-Meter-Klasse nach der International Rule von 1919 Olympiasieger. Er war Crewmitglied der Mosk II, die als einziges Boot seiner Klasse teilnahm. Der Mosk II, deren Crew außerdem aus Otto Falkenberg, Arne Sejersted, Robert Giertsen, Halfdan Schjøtt und Trygve Schjøtt sowie Skipper Charles Arentz bestand, genügte mangels Konkurrenz in zwei Wettfahrten jeweils das Erreichen des Ziels zum Gewinn der Goldmedaille.